# اروفلوت-کارگو

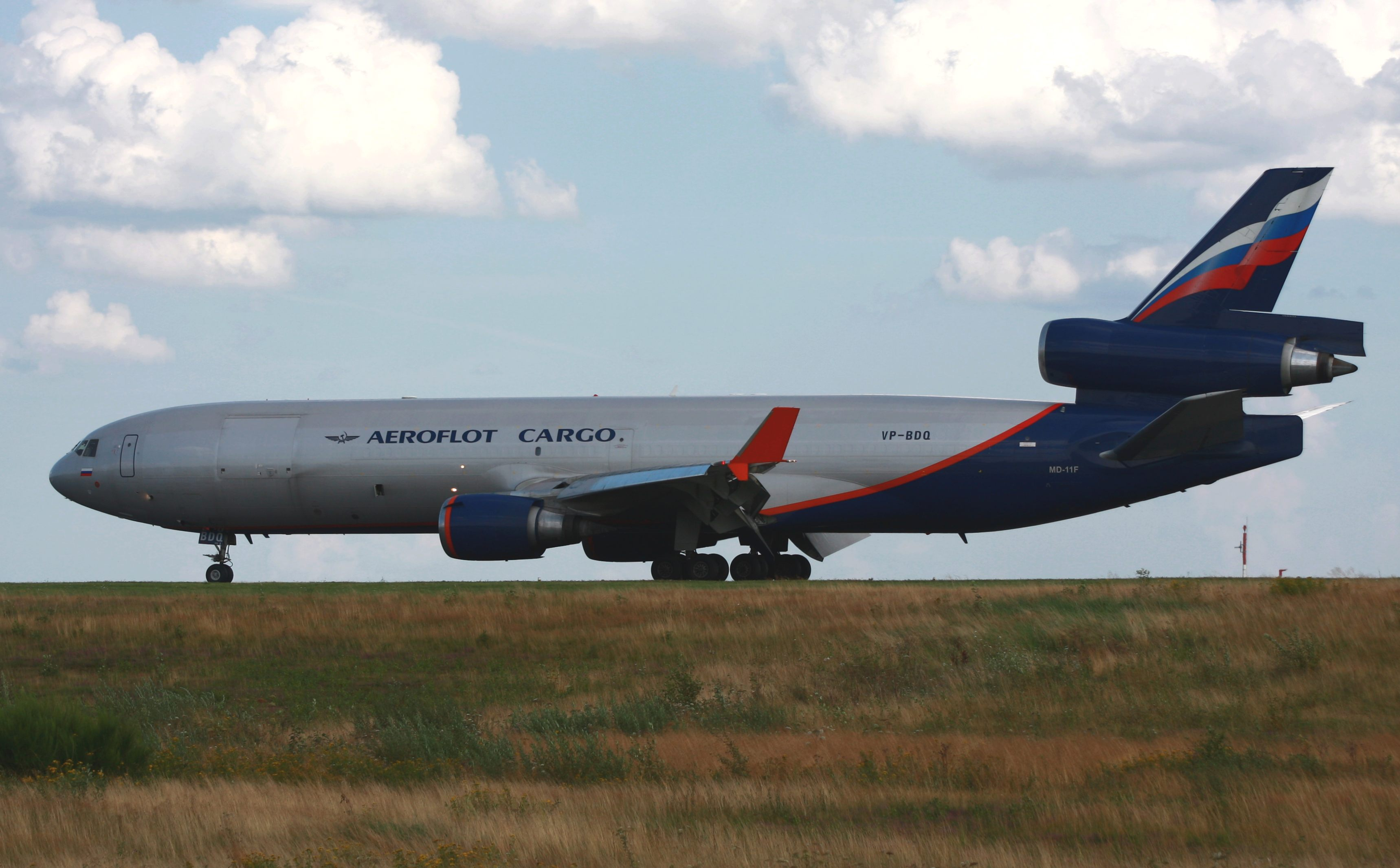
اروفلوت - کارگو

اروفلوت-کارگو (روسی: Аэрофлот-Карго) شرکت هواپیمایی روس است، که در سال ۱۹۹۵ تأسیس شد.